# Oidiodendron periconioides
Oidiodendron periconioides är en svampart som beskrevs av Morrall 1968. Oidiodendron periconioides ingår i släktet Oidiodendron och familjen Myxotrichaceae.   Inga underarter finns listade i Catalogue of Life.